# Wahl des Parlaments der Region Brüssel-Hauptstadt 2024
Die Wahl des Parlaments der Region Brüssel-Hauptstadt  2024 fand in Brüssel am 9. Juni statt, parallel zur Wahl des belgischen Parlaments und der Europawahl. Die Wahl endet mit deutlichen Gewinnen sowohl des bürgerlich-liberalen Mouvement Réformateur (MR), als auch der kommunistischen Partei der Arbeit (PVDA/PTB). Die größten Verlierer waren die französischsprachigen Grünen (Ecolo) und die liberalen Démocrate Fédéraliste Indépendant (DéFi).

## Wahlmodus
Zur Wahl standen die 89 Abgeordneten des Parlaments der Hauptstadtregion Brüssel. 72 Sitze waren für die französischsprachige Bevölkerungsgruppe reserviert und 17 Sitze für die niederländischsprachige. Für jede Sprachgruppe galt eine Fünf-Prozent-Sperrklausel. Das Wahlsystem entsprach einer Listenwahl mit der Möglichkeit der Vergabe von Präferenzstimmen. Innerhalb der Listengruppierung wurden die Sitze nach D’Hondt verteilt. Die nicht gewählten Kandidaten einer Liste fungieren als Ersatz-, d. h. Nachrückerkandidaten, falls einer der gewählten Abgeordneten ausfällt.
Die Wahllokale waren von 8 Uhr bis 14 Uhr (bei traditioneller Stimmabgabe) bzw. 16 Uhr (bei elektronischer Stimmabgabe) geöffnet.

## Seit der letzten Wahl
Nach der letzten Wahl 2019 bildete sich eine Koalitionsregierung mit Rudi Vervoort (PS) als Ministerpräsident (Regierung Vervoort III). Die Regierung setzte sich aus Sozialdemokraten (PS, sp.a), flämischen Liberalen (Open VLD), frankophon-betonten Liberalen (DéFi) und Grünen (Ecolo, Groen) zusammen.
Wie in ganz Belgien waren die wirtschaftliche Lage und die mit der Einwanderung verbundenen Probleme die Hauptthemen des Wahlkampfs. Ein wichtiges Thema der jetzigen Wahl war auch die öffentliche Sicherheit. Der zum Teil offene Drogenkonsum an Metrostationen, Bahnhöfen und anderen Einrichtungen des öffentlichen Personenverkehrs, die Obdachlosen, sowie Schießereien im Drogenmilieu in jüngster Zeit sorgten für Verunsicherung. Insbesondere die flämischen Parteien betonten diese Problematik.
Im Dezember 2023 kam es zu einem innerparteilichen Streit bei den flämischen Sozialisten (Vooruit) in Brüssel. Der Vooruit-Fraktionsvorsitzende im Brüsseler Parlament Fouad Ahidar erklärte seinen Parteiaustritt und begründete dies mit angeblichen rassistischen und sexistischen Äußerungen des ehemaligen Vorsitzenden von Vooruit, Conner Rousseau. Schon in der Vergangenheit hatte es Auseinandersetzungen zwischen Ahidar und der Vooruit-Parteiführung gegeben. Entgegen der Parteilinie hatte Ahidar 2022 einen Gesetzesentwurf zum Verbot des Schlachtens ohne Betäubung abgelehnt, was zur Folge hatte, dass das Gesetz nicht angenommen wurde. Nach dem Angriff der Hamas auf Israel am 7. Oktober 2023 bezeichnete Ahidar dies als „geringfügige Reaktion eines Teils der Hamas“, was heftige Kontroversen auslöste. Nach seinem Parteiaustritt gründete Ahidar die Gruppe Team Fouad Ahidar und trat mit dieser bei der Wahl des Stadtparlaments an. Programmatisch vertrat die Gruppe ein sozialistisches Programm mit Betonung von migrantenspezifischen Themen.

## Ergebnis

### Ergebnis nach Sprachgruppen

Stimmenstärkste Partei in den Gemeinden von Brüssel

Niederländischsprachige Listen gewannen 80.379 gültige Stimmen (17,10 %) und 17 Mandate (19,1 %). Französischsprachige Listen gewannen 389.761 gültige Stimmen (82,90 %) und 72 Mandate (80,9 %). Die Prozentangaben in der folgenden Tabelle beziehen sich auf die Anteile innerhalb der jeweiligen Sprachgruppe.
| Partei                                          | Partei                                          | Stimmen | Stimmen  | Stimmen   | Sitze | Sitze   | Sitze |
| Partei                                          | Partei                                          | Zahl    | in %     | +/-       | Zahl  | in %    | +/-   |
| ----------------------------------------------- | ----------------------------------------------- | ------- | -------- | --------- | ----- | ------- | ----- |
| Französischsprachige Listen                     |                                                 |         |          |           |       |         |       |
|                                                 | MR                                              | 101.157 | 25,95 %  | ▲9,08 %   | 20    | 27,8 %  | ▲7    |
|                                                 | PS                                              | 85.929  | 22,05 %  | ▲0,02 %   | 16    | 22,2 %  | ▼1    |
|                                                 | PTB                                             | 81.542  | 20,92 %  | ▲7,45 %   | 15    | 20,8 %  | ▲5    |
|                                                 | Les Engagés                                     | 41.640  | 10,68 %  | ▲3,10 %   | 8     | 11,1 %  | ▬     |
|                                                 | Ecolo                                           | 38.386  | 9,85 %   | ▼9,27 %   | 7     | 9,7 %   | ▼8    |
|                                                 | DéFI                                            | 31.614  | 8,11 %   | ▼5,70 %   | 6     | 8,3 %   | ▼4    |
|                                                 | Collectif Citoyen                               | 5.642   | 1,45 %   | ▲0,92 %   | 0     | 0,0 %   | ▬     |
|                                                 | Volt Belgien                                    | 1.531   | 0,39 %   | (neu)     | 0     | 0,0 %   | (neu) |
|                                                 | Transparence                                    | 1.282   | 0,33 %   | (neu)     | 0     | 0,0 %   | (neu) |
|                                                 | Plan B                                          | 1.038   | 0,27 %   | ▼0,02 %   | 0     | 0,0 %   | ▬     |
| Gesamt                                          | Gesamt                                          | 389.761 | 100,00 % | –         | 72    | 100,0 % | –     |
| Niederländischsprachige Listen                  |                                                 |         |          |           |       |         |       |
|                                                 | Groen                                           | 18.345  | 22,82 %  | ▲2,21 %   | 4     | 23,5 %  | ▬     |
|                                                 | Team Fouad Ahidar                               | 13.242  | 16,47 %  | (neu)     | 3     | 17,6 %  | (neu) |
|                                                 | N-VA                                            | 9.571   | 11,91 %  | ▼6,06 %   | 2     | 11,8 %  | ▼1    |
|                                                 | Open Vld                                        | 8.537   | 10,62 %  | ▼5,17 %   | 2     | 11,8 %  | ▼1    |
|                                                 | Vlaams Belang                                   | 8.475   | 10,54 %  | ▲2,20 %   | 2     | 11,8 %  | ▲1    |
|                                                 | Vooruit.brussels                                | 8.045   | 10,01 %  | ▼5,05 %A1 | 2     | 11,8 %  | ▼1A1  |
|                                                 | PVDA                                            | 5.619   | 6,99 %   | ▲2,72 %   | 1     | 5,9 %   | ▬     |
|                                                 | cd&v                                            | 5.102   | 6,35 %   | ▼1,13 %   | 1     | 5,9 %   | ▬     |
|                                                 | Viva Palestina!                                 | 1.944   | 2,42 %   | (neu)     | 0     | 0,0 %   | (neu) |
|                                                 | Voor U                                          | 930     | 1,16 %   | (neu)     | 0     | 0,0 %   | (neu) |
|                                                 | Volt Belgien                                    | 569     | 0,71 %   | (neu)     | 0     | 0,0 %   | (neu) |
| Gesamt                                          | Gesamt                                          | 80.379  | 100,00 % | –         | 17    | 100,0 % | –     |
| Gültige Stimmen                                 | Gültige Stimmen                                 | 470.140 | 93,89 %  | —         | 89    | 100,0 % | ▬     |
| Ungültige Stimmen                               | Ungültige Stimmen                               | 30.619  | 6,11 %   |           |       |         |       |
| Abgegebene Stimmen                              | Abgegebene Stimmen                              | 500.759 | 100,00 % |           |       |         |       |
| Anzahl der Wahlberechtigten und Wahlbeteiligung | Anzahl der Wahlberechtigten und Wahlbeteiligung | 597.149 | 83,86 %  | ▲0,40     |       |         |       |

A1 Verglichen zum Ergebnis von one.brussels-sp.a 2019.

### Gesamtergebnis
Die folgende Tabelle stellt das Ergebnis unabhängig von der Sprachgruppenzugehörigkeit dar. Die Prozentangaben in der folgenden Tabelle beziehen sich auf das Gesamtstimmenzahl.
|                                                 | MR                                              | 101.157 | 21,52 %  | 20 | 22,5 %  |  |  |
|                                                 | PTB/PVDA                                        | 87.161  | 18,54 %  | 16 | 18,0 %  |  |  |
|                                                 | PS                                              | 85.929  | 18,28 %  | 16 | 18,0 %  |  |  |
|                                                 | Les Engagés                                     | 41.640  | 8,86 %   | 8  | 9,0 %   |  |  |
|                                                 | Ecolo                                           | 38.386  | 8,16 %   | 7  | 7,9 %   |  |  |
|                                                 | DéFI                                            | 31.614  | 6,72 %   | 6  | 6,7 %   |  |  |
|                                                 | Groen                                           | 18.345  | 3,90 %   | 4  | 4,5 %   |  |  |
|                                                 | Team Fouad Ahidar                               | 13.242  | 2,82 %   | 3  | 3,4 %   |  |  |
|                                                 | N-VA                                            | 9.571   | 2,04 %   | 2  | 2,2 %   |  |  |
|                                                 | Open Vld                                        | 8.537   | 1,82 %   | 2  | 2,2 %   |  |  |
|                                                 | Vlaams Belang                                   | 8.475   | 1,82 %   | 2  | 2,2 %   |  |  |
|                                                 | Vooruit.brussels                                | 8.045   | 1,71 %   | 2  | 2,2 %   |  |  |
|                                                 | Collectif Citoyen                               | 5.642   | 1,20 %   | 0  | 0,0 %   |  |  |
|                                                 | cd&v                                            | 5.102   | 1,09 %   | 1  | 1,1 %   |  |  |
|                                                 | Volt Belgien                                    | 2.100   | 0,45 %   | 0  | 0,0 %   |  |  |
|                                                 | Viva Palestina!                                 | 1.944   | 0,41 %   | 0  | 0,0 %   |  |  |
|                                                 | Transparence                                    | 1.282   | 0,27 %   | 0  | 0,0 %   |  |  |
|                                                 | Plan B                                          | 1.038   | 0,22 %   | 0  | 0,0 %   |  |  |
|                                                 | Voor U                                          | 930     | 0,20 %   | 0  | 0,0 %   |  |  |
| Gültige Stimmen                                 | Gültige Stimmen                                 | 470.140 | 93,89 %  |    |         |  |  |
| Ungültige Stimmen                               | Ungültige Stimmen                               | 30.619  | 6,11 %   |    |         |  |  |
| Abgegebene Stimmen                              | Abgegebene Stimmen                              | 500.759 | 100,00 % | 89 | 100,0 % |  |  |
| Anzahl der Wahlberechtigten und Wahlbeteiligung | Anzahl der Wahlberechtigten und Wahlbeteiligung | 597.149 | 83,86 %  |    |         |  |  |

## Regierungsbildung
Die Regierungsbildung nach der Wahl gestaltete sich schwierig und dauerte so lange, wie noch nie zuvor. Auf niederländischsprachiger Seite dauerte es bis zum November 2024, bis sich Groen, Vooruit, Open VLD und die N-VA zu einer Mehrheit zusammengefunden hatten. Auf französischsprachiger Seite einigten sich MR und Les Engagés, die schon in Wallonien eine Koalitionsregierung gebildet hatten, schnell auf eine Zusammenarbeit. Im Gegensatz zu Wallonien war in Brüssel für eine Mehrheit auch die Mitarbeit der PS vonnöten. Die Sozialisten der PS weigerten sich jedoch standhaft, in eine Koalition mit der N-VA einzutreten. Bis zum Jahresende 2024 hatte sich an den verhärteten Verhandlungspositionen nichts geändert, und die Verhandlungen wurden im Jahr 2025 fortgesetzt.
Die Möglichkeit einer Neuwahl war verfassungsmäßig nicht gegeben. Der Vorschlag der Brüsseler frankophonen Sozialisten unter Ahmed Laaouej, statt der N-VA die flämischen Christdemokraten CD&V mit ins Boot zu holen, wurde von den niederländischsprachigen Parteien abgelehnt. Als nach acht Monaten Verhandlungen immer noch keine Einigung über eine Regierungsbildung erzielt war und ein Haushaltsdefizit von geschätzt 1,5 Milliarden Euro, entsprechend etwa 20 Prozent des Brüsseler Haushalts aufgelaufen war, veröffentlichte der Unternehmerverband Voka für Flandern und Brüssel am 21. Februar 2025 einen offenen, von etwa 50 Brüsseler Unternehmen unterzeichneten Brief, in dem die Brüsseler Politiker dringlich aufgefordert wurden, endlich eine Regionalregierung zu bilden. Der Vermittler David Leisterh (MR) trat am 21. Februar 2025 nach acht Monaten ergebnisloser Verhandlungen zur Regierungsbildung von seinem Vermittlerposten zurück. 
Danach begannen Elke Van den Brandt (Groen) und Christophe De Beukelaer (Les Engagés) mit einer neuen Verhandlungsrunde. Nach Gesprächen mit allen Parteien schlugen die beiden am 14. März 2025 die Bildung einer Koalition aus MR, PS, Les Engagés, Groen, Open VLD, Vooruit und CD&V vor. Damit war jedoch die frankphone MR nicht einverstanden, die weiter die N-VA als Partner auf flämischer Seite forderte. Die Vermittlerin Van den Brandt zeigte sich vom angeblich geringen Verhandlungswillen von MR-Parteiführer Georges-Louis Bouchez entäuscht und ließ durchblicken, dass nummerisch auch eine Koalitionsregierung ohne das MR möglich sei.